# Paweł Kapuła
Paweł Kapuła (ur. 3 września 1992 w Rybniku) – polski dyrygent.

## Życiorys

### Edukacja
Pierwsze lekcje fortepianu otrzymał w wieku 7 lat. Absolwent Państwowej Szkoły Muzycznej I i II st. im. Karola i Antoniego Szafranków w Rybniku. Jest wychowankiem klasy dyrygentury symfoniczno-operowej prof. Tadeusza Strugały w Akademii Muzycznej w Krakowie, a dyplom uzyskał w klasie prof. Stanisława Krawczyńskiego. Uczestniczył w mistrzowskich kursach dyrygenckich prowadzonych m.in. przez prof. Collina Mettersa, Gabriela Chmurę, Alexandra Liebreicha, Vladimira Kiradjieva. W roku 2013 został finalistą i laureatem wyróżnień I Ogólnopolskiego Konkursu Studentów Dyrygentury im. Adama Kopycińskiego we Wrocławiu. Paweł Kapuła jest również absolwentem wydziału muzykologii Uniwersytetu Jagiellońskiego.
W 2016 roku Paweł Kapuła był asystentem Andrzeja Boreyki w Belgijskiej Orkiestrze Narodowej w Brukseli (Orchestre National de Belgique), gdzie zetknął się ze sztuką dyrygencką wielu wybitnych artystów, m.in. Lawrence’a Fostera, Vladimira Jurowskiego, Christophera Warrena-Greena i Michaela Schønwandta.

### Kariera
W październiku 2018 został finalistą przesłuchań Seattle Symphony Orchestra. W sezonie artystycznym 2018/2019 Paweł Kapuła nagrywa swoją pierwszą płytę wraz z Sinfonią Varsovią, przygotowuje premierowe przedstawienie opery Cud mniemany, czyli Krakowiacy i Górale w reżyserii Michała Zadary w Teatrze Muzycznym w Gdyni im. Danuty Baduszkowej oraz powraca do regularnych koncertów z Orkiestrą Filharmonii Narodowej. W lutym 2019 roku wraz z Polską Orkiestrą Radiową Paweł Kapuła dokona archiwalnych nagrań muzyki polskiej dla Polskiego Radia. Dyrygent wystąpi ponadto ponownie z Narodową Orkiestrą Symfoniczną Polskiego Radia w Katowicach, Sinfonią Varsovią, Orkiestrą Symfoniczna Filharmonii Krakowskiej i Polską Orkiestrą Sinfonią Iuventus.
Od sezonu artystycznego 2016/17 Paweł Kapuła jest dyrygentem-asystentem w Filharmonii Narodowej w Warszawie. Jako dyrygent-asystent maestro Jacka Kaspszyka, dyrektora artystycznego Filharmonii Narodowej, prowadzi koncerty z Orkiestrą Filharmonii Narodowej, dokonuje nagrań, przygotowuje zespół do koncertów i sesji nagraniowych, bierze udział w projektach edukacyjnych.
W grudniu 2016 roku zadebiutował z Orkiestrą Filharmonii Narodowej, którą poprowadził zastępując maestro Stanisława Skrowaczewskiego. Koncert został bardzo wysoko oceniony przez krytykę i melomanów. W marcu 2017 roku zadebiutował z Narodową Orkiestrą Symfoniczną Polskiego Radia (NOSPR) w Katowicach. W czerwcu tego samego roku brał aktywny udział przy nagraniu płyty z koncertami Fryderyka Chopina z Li Yundi i Orkiestrą Filharmonii Narodowej.
Pod jego batutą występowali wybitni soliści, m.in. Sergey Khachatryan, Bomsori Kim, Joseph Moog, Olga Pasiecznik, Urszula Kryger, Maciej Grzybowski, Bartosz Bryła, Ewa Wolak, Aleksandra Kuls, Mateusz Borowiak.
Koncertował między innymi z Orkiestrą i Chórem Filharmonii Narodowej w Warszawie, Narodową Orkiestrą Symfoniczną Polskiego Radia w Katowicach, Sinfonią Varsovią, Orkiestrą Narodowego Forum Muzyki we Wrocławiu, Filharmonią Zielonogórską, Polską Orkiestrą Sinfonia Iuventus, Orkiestrą Akademii Beethovenowskiej, Orkiestrą Symfoniczną Akademii Muzycznej w Krakowie. Występował również podczas festiwali Szalone Dni Muzyki oraz „Probaltica” w Toruńu.
W grudniu 2014 roku zadebiutował w Warszawskiej Operze Kameralnej dyrygując premierowym przedstawieniem opery „Zamek na Czorsztynie” Karola Kurpińskiego w reżyserii Błażeja Peszka.
Opracowano na podstawie źródeł: